# Rio Apa Roșie (Bărzăuța)
O Rio Apa Roşie é um rio da Romênia afluente do rio Bărzăuţa, localizado no distrito de Covasna.